# Клан Форбс
Форбс (англ. Forbes) — шотландский клан из области Абердиншир.

## История

### Основание клана и первое упоминание
Название клана происходит от местности Форбс, в настоящее время округа в области Абердиншир. По легенде эти земли не заселялись людьми, будучи опасными из-за обитания здесь множества медведей, пока основатель клана — легендарный Oconachar (О’Коннахар? О’Коннор?) — не освободил эти места, перебив и разогнав диких зверей. Первым же документированным Форбсом был Дункан Форбс, коему король Александр III пожаловал в 1271-72 гг. земельные угодья.

### XVI век

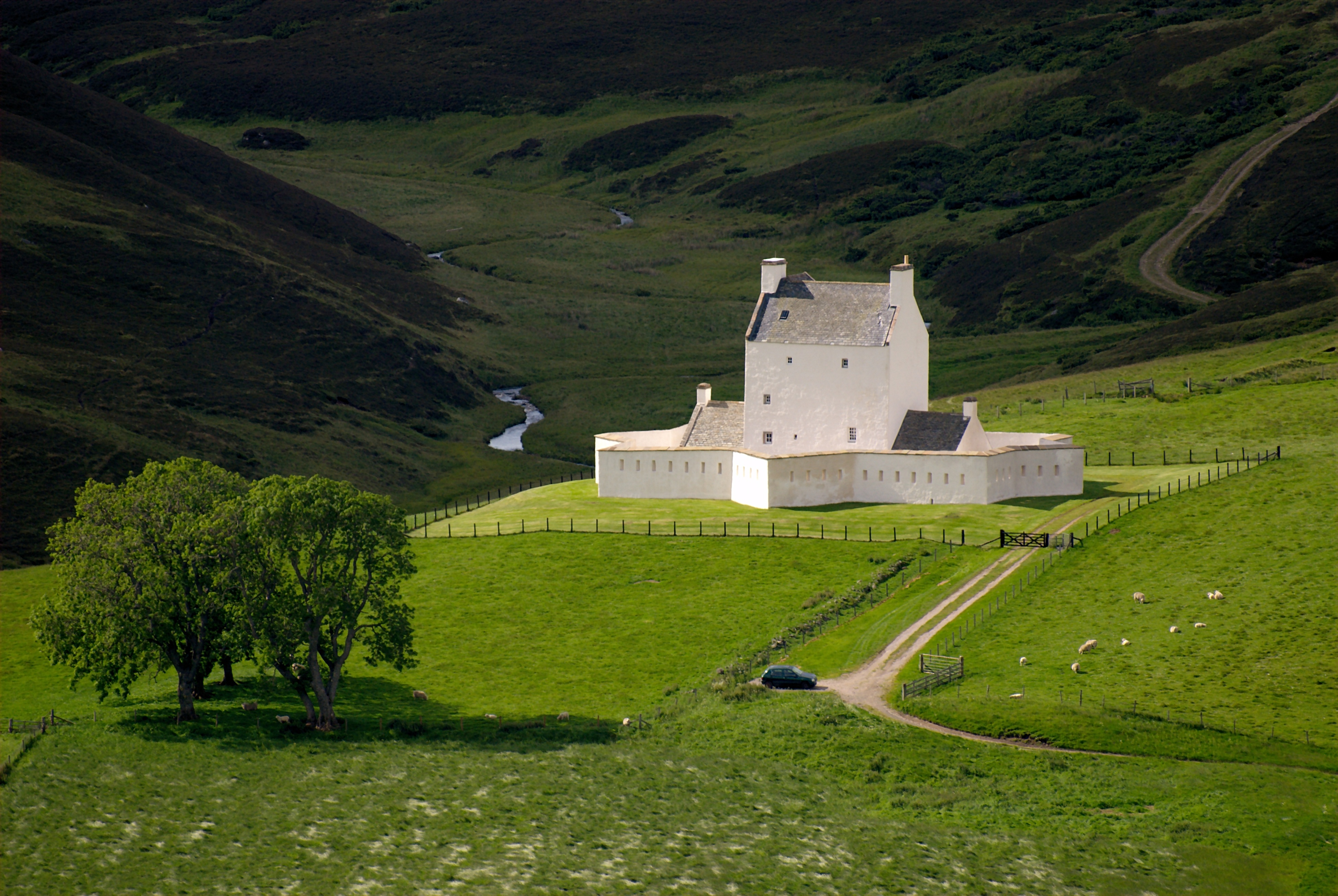
Замок Коргарф — одна из твердынь клана Форбс.

На 1520-е годы пришёлся пик вражды клана Форбс с кланом Гордон. К этому периоду относится героическая оборона замка Коргарф (Corgarff).

### XVII—XVIII века
В период обоих Якобитских восстаний клан Форбс и его чифтейн были на стороне британского правительства. В связи с чем, якобиты в 1715 и 1745 годах брали в осаду принадлежавший главе Форбсов замок Каллоден.